# Малая Михайловка (Киевская область)
Ма́лая Миха́йловка (укр. Мала Михайлівка) — село, входит в Сквирский район Киевской области Украины.
Население по переписи 2001 года составляло 241 человек. Почтовый индекс — 09030. Телефонный код — 4568. Занимает площадь 3,76 км². Код КОАТУУ — 3224081205.

## Местный совет
09030, Київська обл., Сквирський р-н, с. Великополовецьке, вул. Леніна,34

## История
Лаврентий Похилевич в «Сказании о населённых местностях Киевской губернии» (1864 год) пишет:
«Образовано переводом жителей из деревни Напрасники, откуда и церковь сюда перенесена».
В ХІХ столетии село Михайловка было в составе Велико-Половецкой волости Васильковского уезда Киевской губернии. В селе была Петропавловская церковь перенесенная из Напрасники.
Священнослужители Петропавловской церкви:
- 1847 — священник Иван Кондрацкий
- 1847 — дьячок Филон Недельский
- 1911 — священник Петр Витвицкий
- 1911 — псаломщик Всеволод Забродский

В 1963 году село Михайловка было переименовано в Малая Михайловка.